# کوه سیپیلوس
کوه سیپیلوس (به ترکی استانبولی: Mount Sipylus) یک کوه در ترکیه است که در استان مانیسا واقع شده‌است. کوه سیپیلوس ۱٬۵۱۳ متر بالاتر از سطح دریا واقع شده‌است.